# Frank Rijkaard
Franklin Edmundo Rijkaard (Amszterdam, 1962. szeptember 30. –) Európa-bajnok holland labdarúgó, edző.

## Pályafutása

### Klubcsapatban
1980 és 1987 között az Ajax, 1987–88-ban a portugál Sporting labdarúgója volt. 1987–88-ban kölcsönben a spanyol Real Zaragoza játékos volt. 1988 és 1993 között az AC Milan, 1993 és 1995 között újra az Ajax játékosa volt. Az Ajax csapatával öt bajnoki címet és három hollandkupa-győzelmet ért el. Tagja volt az 1986–87-es idényben KEK-győztes, az 1994–95-ös idényben BL-győztes együttesnek. Az AC Milannal két-két bajnoki címet és BL-győzelmet (1988–89, 1989–90) szerzett.

### A válogatottban
1981 és 1994 között 73 alkalommal szerepelt a holland válogatottban és tíz gólt szerzett. Két-két világ- és Európa-bajnokságon vett részt. Az 1988-as NSZK-beli Európa-bajnokságon arany-, az 1992-es svédországin bronzérmes lett a csapattal.

### Edzőként
1998 és 2000 között a holland válogatott szövetségi kapitánya volt.
2001 és 2002 között a Sparta Rotterdam, 2003 és 2008 között a spanyol FC Barcelona, 2009–10-ben a török Galatasaray vezetőedzője volt. 2011 és 2013 között a szaúd-arábiai válogatott szövetségi kapitányaként tevékenykedett. A Barcelonával két bajnoki címet nyert. A 2005-06-is idényben BL-győztes lett a csapattal.

## Sikerei, díjai

### Játékosként
Ajax
- Holland bajnokság (5): 1981–82, 1982–83, 1984–85, 1993–94, 1994–95
- Holland kupa (3): 1982–83, 1985–86, 1986–87
- Holland szuperkupa (2): 1993, 1994
- Kupagyőztesek Európa-kupája (1): 1986–87
- UEFA-bajnokok ligája (1): 1994–95

AC Milan
- Olasz bajnokság (2): 1991–92, 1992–93
- Olasz szuperkupa (2): 1988, 1992
- Bajnokcsapatok Európa-kupája (2) 1988–89, 1989–90
- UEFA-szuperkupa (2): 1989, 1990
- Interkontinentális kupa (2): 1989, 1990

Hollandia
- Európa-bajnokság (1): 1988

### Edzőként
FC Barcelona
- Spanyol bajnok (2): 2004–05, 2005–06
- Spanyol szuperkupa (2): 2005, 2006
- UEFA-bajnokok ligája (1): 2005–06

## Edzői pályafutásának statisztikái
| Hollandia        | 1998 június      | 2000 július       | 22  | 8   | 12  | 2  | 36,36 |
| Sparta Rotterdam | 2001 június      | 2002 május        | 38  | 6   | 12  | 20 | 15,79 |
| Barcelona        | 2003 július      | 2008 május        | 273 | 160 | 63  | 50 | 58,61 |
| Galatasaray      | 2009. június 5.  | 2010. október 20. | 67  | 37  | 15  | 15 | 55,22 |
| Szaúd-Arábia     | 2011. június 28. | 2013. január 16.  | 27  | 7   | 9   | 11 | 25,93 |
| Összesen         | Összesen         | Összesen          | 427 | 218 | 111 | 98 | 51,05 |